# Tarnished Reputations
Tarnished Reputations er en amerikansk stumfilm fra 1920 af Alice Guy-Blaché.

## Medvirkende
- Dolores Cassinelli som Helen Sanderson
- Alan Roscoe som Robert Williams
- Georges Deneubourg som George de Wendbourg
- Ned Burton som Princeton